# Huy Công
Huy Công (31 tháng 12 năm 1927 – 27 tháng 5 năm 2010) là một nam diễn viên điện ảnh Việt Nam nổi tiếng từ thập niên 70 của thế kỷ 20. Không chỉ là người đầu tiên nhận được giải thưởng Nam diễn viên xuất sắc tại Liên hoan phim Việt Nam, ông còn là người giữ kỷ lục chiến thắng giải này nhiều nhất ở mảng phim điện ảnh. Ông được nhà nước Việt Nam trao tặng danh hiệu Nghệ sĩ Ưu tú năm 1984.

## Cuộc đời
Huy Công tên đầy đủ là Nguyễn Huy Công, sinh ngày 31 tháng 12 năm 1927 tại xã Nam Hồng, huyện Nam Sách, tỉnh Hải Hưng (nay thuộc tỉnh Hải Dương). Cha ông là một công nhân hỏa xa đã đưa gia đình từ Hải Hưng về sống tại Hà Bắc.
Từ sớm, ông đã tham gia lực lượng du kích ở thị trấn Kép, Lạng Giang. Năm 1947, ông chính thức nhập ngũ và công tác tại Phòng Thương binh của Chiến khu Việt Bắc, sau đó thì làm phóng viên ảnh cho báo Việt Bắc. Đến tháng 8 năm 1956 thì ông chuyển ngành, chuyển công tác về Xưởng Phim truyện Việt Nam. Huy Công về hưu vào năm 1988, nhưng ông vẫn tiếp tục tham gia vào các bộ phim điện ảnh và truyền hình cho đến năm 2007, trước khi ông lâm bệnh. Ông đã phải điều trị thời gian dài, trải qua nhiều lần phẫu thuật trong suốt 2 năm trước khi qua đời vào ngày 27 tháng 5 năm 2010 tại Bệnh viện Hữu Nghị.

## Sự nghiệp
Năm 1959, Huy Công là một trong những diễn viên tham gia đóng Chung một dòng sông, bộ phim đầu tiên của miền Bắc Việt Nam sau năm 1954. Ông được xem là một trong những nghệ sĩ đặc biệt nhất trong các diễn viên Việt Nam khi bén duyên với điện ảnh khá muộn. Lúc đóng bộ phim đầu tiên, ông đã 32 tuổi. Năm 1967, ông tiếp tục tham gia bộ phim Biển gọi của hai đạo diễn Nguyễn Tiến Lợi và Nguyễn Ngọc Trung. Bộ phim không chỉ giành được Bông sen bạc tại Liên hoan phim Việt Nam lần thứ 1 năm 1970, mà còn là một trong các tác phẩm giúp biên kịch Hoàng Tích Chỉ nhận được Giải thưởng Hồ Chí Minh về Văn học Nghệ thuật trong đợt trao giải thứ 4.
Năm 1970, ông vào vai người tuần đường Thuận trong bộ phim Ga của NSND Trần Đắc. Vai diễn này đã giúp ông giành được giải Nam diễn viên chính xuất sắc nhất tại Liên hoan phim Việt Nam lần thứ 2 vào năm 1973. Ông là người đầu tiên nhận được giải thưởng khi Liên hoan phim Việt Nam lần thứ 1 không trao hạng mục này. Cũng trong thập niên 1970, ông tham gia quay bộ phim Độ dốc của đạo diễn Lê Đăng Thực. Vì bộ phim yêu cầu bối cảnh là rừng núi mà quá trình quay phim đã gặp rất nhiều khó khăn, đặc biệt là tình trạng thiếu thức ăn dinh dưỡng, Huy Công đã từng phải bắt rắn để cải thiện bữa ăn.
Sau khi bộ phim Dòng sông âm vang của Nguyễn Đỗ Ngọc phát sóng, Huy Công liên tiếp tham gia vào hai dự án phim Hai người mẹ của đạo diễn Nguyễn Khắc Lợi và Đứa con nuôi của đạo diễn Nguyễn Khánh Dư. Cả hai bộ phim đều chiến thắng 2 hạng mục tại Liên hoan phim Việt Nam lần thứ 4 năm 1977. Riêng vai anh bộ đội Cừ trong bộ phim Đứa con nuôi đã giúp ông nhận được giải thưởng Nam diễn viên xuất sắc lần thứ 2. Với việc Liên hoan phim Việt Nam lần thứ 3 một lần nữa không trao thưởng hạng mục này, ông trở thành Nam diễn viên chính xuất sắc duy nhất của Liên hoan phim Việt Nam trong thập niên 1970.
Năm 1979, bộ phim Tiếng gọi phía trước của đạo diễn Long Vân được đưa đi tham gia Liên hoan phim quốc tế Moskva. Đoàn Việt Nam dự liên hoan phim bao gồm đạo điễn Long Vân, diễn viên Bích Vân và Huy Công. Tại đây, bộ phim đã nhận được Bằng khen đặc biệt của ban giám khảo. Một năm sau, Huy Công nhận được Bằng khen của Bộ Văn hóa trao tặng. Đến năm 1984, ông được trao tặng danh hiệu Nghệ sĩ Ưu tú ngay trong đợt phong thưởng danh hiệu đầu tiên.

## Tác phẩm

### Điện ảnh
| Năm  | Tên phim                         | Vai diễn             | Đạo diễn                                     | Ghi chú     | Nguồn         |
| ---- | -------------------------------- | -------------------- | -------------------------------------------- | ----------- | ------------- |
| 1959 | Chung một dòng sông              | Quảng                | NSND Nguyễn Hồng Nghi, NSND Phạm Kỳ Nam      | [ b ] [ c ] | [ 18 ] [ 19 ] |
| 1965 | Trên vĩ tuyến 17                 |                      | NSƯT Lý Thái Bảo, Nguyễn Nhất Hiên           |             | [ 20 ]        |
| 1966 | Biển lửa                         | Tiểu đội trưởng      | NSND Phạm Kỳ Nam, NGND Lê Đăng Thực          |             | [ 21 ]        |
| 1966 | Lửa rừng                         | Thượng úy đồn trưởng | NSND Phạm Văn Khoa                           |             |               |
| 1967 | Biển gọi                         | Tiềm                 | NSƯT Nguyễn Tiến Lợi, NSƯT Nguyễn Ngọc Trung | [ d ]       | [ 22 ] [ 23 ] |
| 1969 | Tiền tuyến gọi                   | Bính                 | NSND Phạm Kỳ Nam                             | [ e ]       |               |
| 1970 | Ga                               | Thuận                | NSND Trần Đắc                                | [ f ]       | [ 24 ]        |
| 1970 | Mùa than                         | Xướng                | NSND Huy Thành                               |             | [ 25 ]        |
| 1971 | Không nơi ẩn nấp                 | Bố Mai               | NSND Phạm Kỳ Nam                             | [ g ]       | [ 26 ]        |
| 1971 | Người cộng sản trẻ tuổi          | Bác Tư               | NSƯT Vũ Phạm Từ                              |             |               |
| 1972 | Sau cơn bão                      | Ông Tảo              | NSND Phạm Văn Khoa                           |             | [ 27 ]        |
| 1973 | Độ dốc                           | Hậu                  | NGND Lê Đăng Thực                            |             | [ 11 ]        |
| 1973 | Bài ca ra trận                   | Chính ủy             | NSND Trần Đắc                                | [ h ]       |               |
| 1974 | Dòng sông âm vang                | Vũ Thi               | Nguyễn Đỗ Ngọc                               |             | [ 28 ]        |
| 1975 | Hai người mẹ                     | Lào La               | NSND Nguyễn Khắc Lợi                         | [ i ]       | [ 3 ]         |
| 1976 | Đứa con nuôi                     | Cừ                   | NSND Nguyễn Khánh Dư                         | [ j ]       | [ 29 ]        |
| 1977 | Những đứa con                    | Bố chị Hiếu          | NSND Nguyễn Khánh Dư                         |             |               |
| 1978 | Tiếng gọi phía trước             | Cát                  | Long Vân                                     | [ k ]       |               |
| 1981 | Cuộc chia tay mùa hạ             | Bí thư Đảng ủy Công  | NSƯT Nguyễn Ngọc Trung                       |             | [ 3 ]         |
| 1982 | Miền đất không cô đơn            | Công                 | NSND Nguyễn Khắc Lợi                         |             | [ 30 ]        |
| 1984 | Người đi tìm đất                 | Bí thư Điền          | NSƯT Xuân Sơn                                |             | [ 31 ]        |
| 1984 | Đàn chim trở về                  | Ông bé Mơ            | NSND Nguyễn Khánh Dư, Anh Thái               | [ l ]       | [ 32 ]        |
| 1985 | Tọa độ chết                      | Lão dân quân         | Aleksandr Lapshin, Hoàng Tích Chỉ            |             | [ 33 ]        |
| 1986 | Y H'Nua                          | Già Mết              | NSND Bạch Diệp                               |             |               |
| 1986 | Dòng sông khát vọng              | Bác Vĩ               | NSƯT Nguyễn Ngọc Trung                       |             |               |
| 1989 | Trạng                            | Lão Bộc              | NSƯT Nguyễn Ngọc Trung                       |             |               |
| 1990 | Học trò thủy thần                | Ông lái đò           | NSND Nguyễn Khánh Dư                         |             | [ 34 ]        |
| 1991 | Phía sau cổng trời               | Tướng Tráng Vằn      | Hoài Linh                                    |             |               |
| 1992 | Anh chỉ có mình em               | Ông Thực             | Đới Xuân Việt                                |             |               |
| 1993 | Truyền thuyết tình yêu thần nước | Thần rùa             | Hà Sơn                                       |             | [ 3 ]         |
| 1995 | Dã Tràng xe cát biển Đông        | Ông già Tràng        | NSND Nguyễn Khánh Dư, Nguyễn Khánh Sơn       |             | [ 35 ]        |
| 1997 | Hà Nội mùa đông năm 46           | Cụ Nguyễn Văn Dương  | NSND Đặng Nhật Minh                          | [ m ]       |               |
| 1997 | Trưởng ban dân số                | Cụ Ấm                | Trần Trung Nhàn                              |             |               |
| 2002 | Hà Nội 12 ngày đêm               | Lão dân quân         | NSND Bùi Đình Hạc                            | [ n ]       |               |

### Truyền hình
| Năm  | Tên phim              | Vai diễn         | Đạo diễn                                 | Kênh    | Nguồn  |
| ---- | --------------------- | ---------------- | ---------------------------------------- | ------- | ------ |
| 1995 | Chân trời nơi ấy      | Địa chủ miền tây | NSND Huy Thành, NSƯT Trần Vịnh           |         | [ 36 ] |
| 1996 | Lúa thì con gái       |                  | Vi Hòa                                   | VTV1    |        |
| 1997 | Cơn bão đen           |                  | NSƯT Nguyễn Hữu Mười, NSƯT Vũ Đình Thăng | VTV3    |        |
| 1997 | Chuyện đời thường     |                  | Phó Bá Nam                               | VTV3    |        |
| 1998 | Chuyện làng Nhô       | Cụ Tín           | NSƯT Đặng Lưu Việt Bảo                   | VTV3    |        |
| 1998 | Số phận ngọt ngào     |                  | Trọng Liên                               | VTV3    |        |
| 1999 | Ngã ba thời gian      |                  | NSND Trần Phương                         | HanoiTV |        |
| 2000 | Làng Thanh mở phố     |                  | Hồng Sơn, Pha Lê                         | VTV1    |        |
| 2001 | Hai bến một dòng sông | Ông Sứt          | NSƯT Nguyễn Danh Dũng                    | VTV1    |        |

## Giải thưởng
| Năm  | Lễ trao giải                      | Hạng mục                     | Tác phẩm                  | Kết quả   | Nguồn  |
| ---- | --------------------------------- | ---------------------------- | ------------------------- | --------- | ------ |
| 1973 | Liên hoan phim Việt Nam lần thứ 2 | Nam diễn viên chính xuất sắc | Ga                        | Đoạt giải | [ 9 ]  |
| 1977 | Liên hoan phim Việt Nam lần thứ 4 | Nam diễn viên chính xuất sắc | Đứa con nuôi              | Đoạt giải | [ 29 ] |
| 1995 | Giải thưởng Hội Điện ảnh Việt Nam | Nam diễn viên điện ảnh       | Dã Tràng xe cát biển Đông | Giải B    |        |